# هونگانجی غربی
نیشی هونگانجی (به ژاپنی: 西本願寺 Nishi Hongan-ji) معبد اصلی یکی از دو زیر فرقهٔ عمده شین بودیسم (جودو شینشو) در ژاپن است. معبد اصلی زیر فرقهٔ دیگر هیگاشی هونگانجی نام دارد. شین بودیسم یک مکتب وابسته به آیین بودای پاک بوم است.